# Yeung Pui Lam
Yeung Pui Lam (chinesisch 楊霈霖, * 26. Oktober 2001 in Hongkong) ist eine Badmintonspielerin aus Hongkong.

## Karriere
Yeung Pui Lam siegte 2021 bei den Bahrain International und der Bahrain International Challenge. 2022 gewann sie das Denmark Masters. 2024 startete sie bei den Olympischen Spielen in Paris. Im Damendoppel schied sie dabei gemeinsam mit Yeung Nga Ting schon in der Vorrunde aus.

## Erfolge

### BWF International Challenge/Series
Damendoppel
| Jahr | Wettbewerb                      | Partner        | Gegner                       | Ergebnis            | Resultat |
| ---- | ------------------------------- | -------------- | ---------------------------- | ------------------- | -------- |
| 2021 | Bahrain International           | Yeung Nga Ting | Ng Tsz Yau Tsang Hiu Yan     | 21–13, 21–18        | Sieger   |
| 2021 | Bahrain International Challenge | Yeung Nga Ting | Ng Tsz Yau Tsang Hiu Yan     | 21–12, 21–18        | Sieger   |
| 2022 | Portugal International          | Yeung Nga Ting | Sharone Bauer Vimala Hériau  | 21–14, 21–8         | Sieger   |
| 2022 | Polish Open                     | Yeung Nga Ting | Lee Chia-hsin Teng Chun-hsun | 21–9, 21–18         | Sieger   |
| 2022 | Dutch International             | Yeung Nga Ting | Ng Tsz Yau Tsang Hiu Yan     | 20–22, 21–14, 21–23 | Finalist |
| 2022 | Denmark Masters                 | Yeung Nga Ting | Jin Yujia Crystal Wong       | 21–12, 21–17        | Sieger   |

Mixed
| Jahr | Wettbewerb           | Partner        | Gegner                               | Ergebnis     | Resultat |
| ---- | -------------------- | -------------- | ------------------------------------ | ------------ | -------- |
| 2022 | Slovak International | Yeung Ming Nok | Wiktor Trecki Magdalena Świerczyńska | 21–16, 21–12 | Sieger   |